# فنیدق
فنیدق (به فرانسوی: Fnideq)  در مراکش با جمعیت ۵۳٬۵۵۹ نفر است که در طنجه تطوان واقع شده‌است.